# Klaus Petersen
Klaus Petersen (født 24. oktober 1965 i Tønder) er en dansk professor og leder af Center for Velfærdsstatsforskning ved Syddansk Universitet.
Petersen er student fra Tønder Statsskole i 1984 og læste efterfølgende økonomi ved Københavns Universitet frem til 1986. Han skiftede imidlertid til historiestudiet og blev i 1996 cand.mag. i moderne historie fra Københavns Universitet. I 2001 blev han ph.d. samme sted på en afhandling om forholdet mellem Socialdemokratiet og velfærdsstaten i efterkrigstiden.
Han var fra 2001 adjunkt ved Institut for historie, kultur & samfundsbeskrivelse, Syddansk Universitet, og fra 2003 lektor samme sted. Siden november 2005 har han været tilknyttet Center for Velfærdsstatsforskning; fra 2007 som professor og fra august 2008 som centerleder. 
Fra 2009 til 2014 er han med i ledelsen af forskningsprojektet Dansk Velfærdshistorie. 